# 初雪 First Love
『初雪 First Love』（はつゆきファーストラブ）は、2022年7月20日に、USM JAPANから発売された夜道雪1作目のミニ・アルバム。

## 概要
声優やYouTuberなどとして活動する夜道雪のソロアーティストデビュー作である。
本作は、「白雪姫」がコンセプトとなっており、収録曲の世界観が合わせられている他、ジャケットも「白雪姫」および「黒雪姫」をモチーフとした衣装の夜道雪が写されている。
2022年7月4日には、収録曲「サマーグラビテイション」がアルバムから先行配信される。

## 収録内容
| #         | タイトル                   | 作詞      | 作曲      | 編曲      | 時間  |
| --------- | -------------------------- | --------- | --------- | --------- | ----- |
| 1.        | 「どうする?」              | 鶴﨑輝一  | 鶴﨑輝一  | 鶴﨑輝一  | 3:22  |
| 2.        | 「サマーグラビテイション」 | 中村彼方  | 松坂康司  | 松坂康司  | 4:36  |
| 3.        | 「罪と林檎」               | 只野菜摘  | 松坂康司  | 松坂康司  | 3:48  |
| 4.        | 「Sweet escape」           | 宮崎まゆ  | 木下龍平  | 木下龍平  | 4:57  |
| 5.        | 「初雪」                   | 松坂康司  | 松坂康司  | 松坂康司  | 4:19  |
| 合計時間: | 合計時間:                  | 合計時間: | 合計時間: | 合計時間: | 21:02 |

### 初回限定盤
| #  | タイトル                                    | 作詞 | 作曲・編曲 |
| -- | ------------------------------------------- | ---- | ---------- |
| 1. | 「サマーグラビテイション (Music Video)」    |      |            |
| 2. | 「サマーグラビテイション (メイキング映像)」 |      |            |